# Tabidachi no Hi ni
Singles de Sakura Gakuin
Verishuvi
(21 décembre 2011) Wonderful Journey
(5 septembre 2012)
Singles par Babymetal
Doki Doki Morning
(2 novembre 2010) BABYMETAL × Kiba of Akiba
(7 mars 2012)
Singles par Twinklestars
Please! Please! Please!
(6 juillet 2011)
Pistes de Sakura Gakuin 2011nendo ~FRIENDS~
See you...
Tabidachi no Hi ni (旅立ちの日に) est le troisième single du groupe féminin japonais Sakura Gakuin.

## Détails du single
Le single sort le 15 février 2012 ; il atteint la 14e place des classements hebdomadaires des ventes de l'Oricon et y reste classé pendant deux semaines. Il est disponible en deux éditions dont une régulière (avec un CD seulement) et une limitée (avec le CD et un DVD en supplément contenant les musiques vidéo de la chanson-titre en version originale et remixée). Le CD comprend la chanson-titre dont sa version originale et remixée, une chanson inédite Planet Episode 008 ainsi que leurs versions instrumentales. Lors de ses premières ventes, le single était accompagné d'une carte-photo d'un membre tiré au hasard ou d'une carte du groupe.
Tabidachi no Hi ni est en fait une reprise du même titre des choristes du collège Kagemori Junior High School.
Il s'agit du dernier single avec les trois membres de la 1re génération du groupe dont Ayami Mutō, Ayaka Miyoshi et Airi Matsui, qui sont cependant les premiers membres à être gradués du groupe.

## Formation
| 1re génération - Ayami Mutō (Leader) : dernier single - Ayaka Miyoshi : dernier single - Airi Matsui : dernier single - Suzuka Nakamoto - Marina Horiuchi - Raura Iida - Nene Sugisaki - Hinata Satō | 2e génération - Yui Mizuno - Moa Kikuchi 3e génération - Rinon Isono - Hana Taguchi |

## Liste des titres
Toutes les paroles sont écrites par Tosaku Kojima (chanson originale), toute la musique est composée par Hiromi Sakamoto et Takao Matsui (chanson originale).
| 1. | Tabidachi no Hi ni (旅立ちの日に)         | 3:35 |
| 2. | Tabidachi no Hi ni ~J-MIX~                |      |
| 3. | Planet Episode 008                        |      |
| 4. | Tabidachi no Hi ni (Instrumental)         | 3:35 |
| 5. | Tabidachi no Hi ni ~J-MIX~ (Instrumental) |      |
| 6. | Planet Episode 008 (Instrumental)         |      |

| 1. | Tabidachi no Hi ni Music Clip         |  |
| 2. | Tabidachi no Hi ni ~J-MIX~ Music Clip |  |